# شیخ‌آباد (خوسف)
شیخ‌آباد یک روستا در ایران است که در دهستان جلگه ماژان شهرستان خوسف واقع شده‌است. شیخ‌آباد ۳۱ نفر جمعیت دارد.